# Pterula laxa
Pterula laxa är en svampart som beskrevs av Pat. 1902. Pterula laxa ingår i släktet Pterula och familjen mattsvampar.   Inga underarter finns listade i Catalogue of Life.